# Hattorp

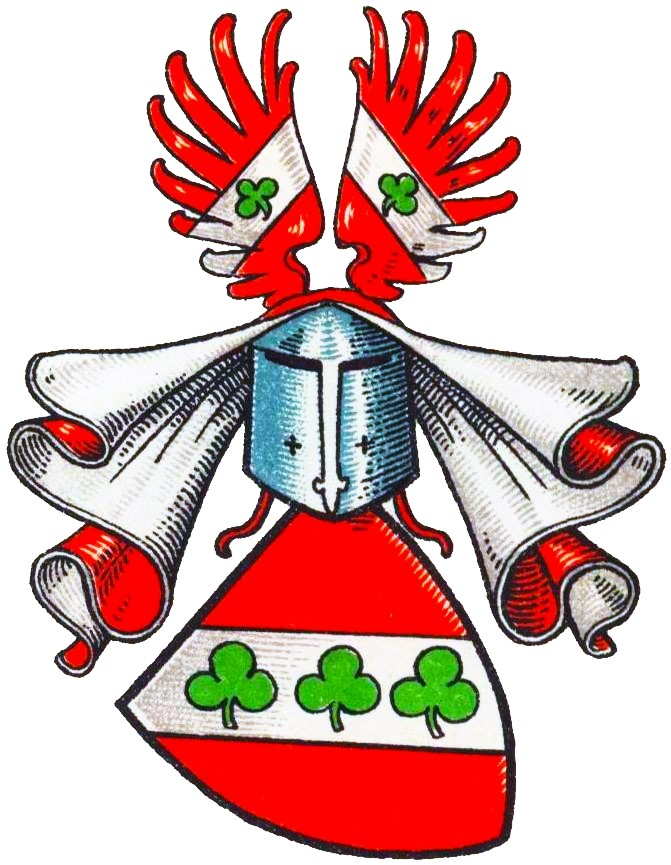
Wappen derer von Hattorp im Wappenbuch des Westfälischen Adels

Hattorp (auch Hattorpe, Hattorf o. ä.) ist der Name eines erloschenen westfälischen Patrizier- und Adelsgeschlechts.
Die Familie ist von dem wappenverschiedenen, nichtverwandten niedersächsischen Adelsgeschlecht Hattorf zu unterscheiden.

## Geschichte
Der namensgebende Stammsitz des Geschlechts war Hattrop, heute ein Ortsteil von Soest. Die Familie, die altfreien Ursprungs war, erscheint vom 13. bis in das 16. Jahrhundert. Als Erster der Familie tritt 1284 ein Gerhardus dictus Wrihe de Hettorpe auf. Schon im 13. Jahrhundert kam die Familie auch nach Soest. 1298 war sie ratsmäßig in Lübeck und nach 1300 auch im Großhandel mit Flandern und England aktiv.
In Lübeck findet sich Albrecht von Hattorpe († 1316), der 1301–1316 Mitglied des Rates der Stadt Lübeck war. Seine Brüder hießen Henneke und Johann. Albrecht war mit einer Tochter des Lübeckers Hinrik Storm verheiratet. Ihr Kinder hießen Bertram, Gherhard, Herbod, Herman und Johan. Albrecht unterhielt Handelsbeziehungen nach England. 1303 und 1310 exportierte er mehrfach Wolle dorthin. In Lübeck wohnte die Familie in der Breiten Straße 18. Albrechts Neffe, Johann von Hattorpe († 1336), Sohn von Albrechts Bruder Johann, war 1310–1336 Ratsmitglied in Lübeck. Sein Bruder hieß Hinrik. Johann war mit einer Lutgard verheiratet, mit der er die Kinder Alvin, Albert, Hinrik, Johan und Herdrad hatte. Letztere war mit Godecke van Bucken († 1326), 1326 Lübecker Ratsmitglied, verheiratet.
Auch nach Livland, d. h. Reval und Riga, kam das Geschlecht im 14. und 15. Jahrhundert.
In Soest waren die Hattorp sehr wohlhabend und hatten Besitz in Hattrop, zu Bergstraße, Westönnen, Hiddingsen und Katrop. Sie waren verschwägert u. a. mit den Kappel, den Klepping und den Ketteler. Ab Anfang des 14. Jahrhunderts waren sie vielfach im Soester Stadtrat vertreten und stellten drei Soester Bürgermeister.
Die Familie erlosch anscheinend 1529.

## Persönlichkeiten
- Albrecht von Hattorp († 1316), Lübecker Ratsmitglied 1301–1316
- Johann von Hattorp († 1336), Lübecker Ratsmitglied 1310–1336
- Lambert von Hattorp, Soester Bürgermeister 1375–1377, 1387–1389
- Richard von Hattorp, Soester Bürgermeister 1401–1404, 1408–1410, 1411–1412/13, 1421–1423
- Albert von Hattorp, Soester Bürgermeister 1428–1430, 1439–1441, 1443–1445, 1446–1448, 1450–1452, 1454–1456, 1460–1462

## Wappen
Blasonierung: In Rot ein silberner Schräglinksbalken mit drei grünen Kleeblättern beladen. Auf dem Helm mit rot-silbernen Helmdecken ein offener roter Flug, jeder Flügel mit einem nach außen absteigenden silbernen Schrägbalken, auf dem je ein grünes Kleeblatt, beladen.
Der o. g. Johann von Hattorp zu Lübeck siegelte mit einem Wappen, das anstatt der Kleeblätter Eberköpfe zu zeigen scheint, analog dem Wappen der Artus.